# Karl 4. (Tysk-romerske rige)
 For alternative betydninger, se Karl 4.. (Se også artikler, som begynder med Karl 4.)
Karl 4. af Luxemburg (14. maj 1316 – 29. november 1378) var Konge af Böhmen fra 1347. Han var søn af kong Johan af Bøhmen og var allerede fra 1349 den ubestridte leder af det Tysk-romerske rige. Han blev kronet til kejser i 1355, hvilket han var til sin død i 1378.
Han opførte Karlsbergborgen i Bøhmen. Karlsbroen i Prag er opkaldt efter ham.